# ジェイ・オペタイア
ジェイ・オペタイア（Jai Opetaia、1995年6月30日 - ）は、オーストラリアのプロボクサー。シドニー出身。現IBF世界クルーザー級王者。

## 来歴

### アマチュア時代
2011年、AIBA世界ジュニア選手権にライトヘビー級（80kg）で出場し、金メダルを獲得した。
2012年8月、16歳のときにロンドンオリンピックにヘビー級（91kg）で出場し、1回戦で敗退した。同年12月、AIBA世界ユース選手権にヘビー級（91kg）で出場し、準決勝で敗退し銅メダルを獲得した。
2014年8月、コモンウェルスゲームズに91kg級で出場し、準々決勝で敗退した。

### プロ時代
2017年7月15日、ニューカッスルのウェスト・シティ・クラブでOPBF東洋太平洋及びオーストラリアクルーザー級王座決定戦をダニエル・アムマンと行い、9回1分49秒TKO勝ちを収め王座を獲得した。
2017年10月21日、メルボルンのメルボルン・パークでフランキー・ロペスとIBF世界クルーザー級ユース王座決定戦を行い、初回2分55秒TKO勝ちを収め王座を獲得した。
2018年1月17日、シドニーのザ・スター・シドニーでベンジャミン・ケルヒャーと対戦し、3回2分36秒TKO勝ちを収め初防衛に成功した。
2018年4月7日、ブリスベンのブリスベン・コンベンション・アンド・エキシビション・センターでルーカス・パズコウスキーとWBOアジア太平洋クルーザー級王座決定戦を行い、2回2分35秒TKO勝ちを収め王座を獲得した。
2018年6月29日、ブリスベンのキング・ジョージ・スクエアーでカーティス・ペゴラロとIBFパンパシフィッククルーザー級王座決定戦とWBOアジア太平洋王座の防衛戦を行い、2回1分25秒KO勝ちを収めWBOアジア太平洋王座は初防衛に成功、IBFパンパシフィック王座を獲得した。
2019年5月15日、ザ・スター・シドニーでナヴォサ・イオアスタとWBAオセアニアクルーザー級暫定王座決定戦を行い、8回1分13秒TKO勝ちを収め王座を獲得した。
2019年7月27日、シドニーのルナ・パーク・シドニーでニコラス・チャララムポスとWBOグローバルクルーザー級王座決定戦とWBAオセアニア暫定王座の防衛戦を行い、10回3-0（99-91、99-90、100-89）の判定勝ちを収めWBAオセアニア暫定王座は初防衛に成功、WBOグローバル王座を獲得した。
2019年11月16日、シドニーのホールデン・パビリオンでマーク・フラナガンとIBFアジアオセアニアクルーザー級初代王座決定戦及びWBAオセアニア王座及びWBOグローバル王座の防衛戦を行い、8回終了TKO勝ちを収めIBFアジアオセアニア王座の獲得、WBOグローバル王座は初防衛、WBAオセアニア王座の2度目の防衛に成功した。
2020年10月22日、ブリスベンのフォルティツド・ミュージック・ホールでベンジャミン・ケルヒャーと2年9か月ぶりに再戦を行い、6回1分50秒TKO勝ちを収めIBFアジアオセアニア王座は初防衛、WBOグローバル王座は2度目の防衛に成功した。

#### IBF王者1期目
2022年7月2日、ゴールドコーストのゴールドコースト・コンベンション・アンド・エキシビション・センターでIBF・リングマガジン世界クルーザー級王者のマイリス・ブリエディスと対戦し、12回3-0（116-112×2、115-113）の判定勝ちを収め王座を獲得した。オペタイアは試合中に顎を2箇所骨折し、喋れないため勝利者インタビューも受けることが出来ないほどの重傷で病院で手術を受けた。
2023年7月11日、タスマン・ファイターズと共同プロモートとしてエディー・ハーン率いるマッチルーム・スポーツ・USAと契約した。
2023年8月8日、リチャード・リアクポーとの指名試合の入札が予定されていたが、入札が行われる数時間前にリアクポーが入札から撤退することを表明した。
2023年9月30日、ウェンブリーのOVOアリーナ・ウェンブリーでIBF世界クルーザー級5位のジョーダン・トンプソンと対戦し、4回20秒TKO勝ちを収め初防衛に成功した。

#### 王座返上及びIBF王者2期目
2023年12月18日、IBFが指名挑戦者のマイリス・ブリエディスとの再戦を指令していたが、オペタイアはサウジアラビアで12月23日に予定している試合にブリエディスが間に合わないとしてエリス・ゾロとの防衛戦を申請した。しかし、IBFがジョーダン・トンプソン戦に続く2戦連続の選択試合を認めず、またIBF世界クルーザー級のランク入りを果たしていないゾロとの試合を認めなかったため、オペタイアはIBF世界クルーザー級王座を返上した。オペタイアはサウジアラビアとの3試合契約の一環として、ゾロとの試合で45万ドル（約6400万円）を稼ぎ、契約全体では200万ドル（約2億9千万円）以上稼ぐことになると報じられた。
2023年12月23日、サウジアラビア・リヤドのキングダム・アリーナでWBA世界クルーザー級11位のエリス・ゾロと対戦し、初回2分56秒KO勝ちを収めた（リングマガジン王座は2度目の防衛）。
2024年5月18日、サウジアラビア・リヤドのキングダム・アリーナで元IBF世界クルーザー級王者でIBF世界クルーザー級3位のマイリス・ブリエディスとIBF世界クルーザー級王座決定戦を行い、12回3-0（117-111、116-112×2）の判定勝ちを収め1年10カ月ぶりの再戦を制すると共に5ヶ月振りの王座に返り咲いた（リングマガジン王座は3度目の防衛）。なお、ブリエディスは試合から3ヶ月後の同年8月19日に現役引退を表明した。
2024年10月12日、リヤドのキングダム・アリーナでIBF世界クルーザー級11位で元IBO世界クルーザー級王者のジャック・マッシーと対戦し、6回中に防戦一方となったマッシーのセコンドからタオルが投入され6回2分TKO勝ちを収め初防衛（リングマガジン王座は4度目の防衛）に成功した。
2024年12月14日、2025年1月8日にクイーンズランド州ゴールドコーストで行われる予定のIBF世界クルーザー級1位の指名挑戦者であるフセイン・シンカラとの対戦についてシンカラが足首を負傷し靭帯損傷により全治3ヶ月と診断されたため欠場となり、4日後の2024年12月18日にIBF世界同級10位および東京オリンピックヘビー級銅メダリストのデビッド・ニカが代役出場することとなった。
2025年1月8日、クイーンズランド州ゴールドコーストのゴールドコースト・コンベンションセンターでデビッド・ニカと対戦し、4回2分17秒KO勝ちを収め2度目の防衛に成功した。
2025年6月8日、クイーンズランド州ブロードビーチのゴールド・コースト・コンベンション&エキシビション・センターでIBF世界クルーザー級14位のクラウディオ・スクエオと対戦し、5回36秒KO勝ちを収め3度目の防衛に成功した。

## 戦績
- プロボクシング：28戦 28勝（22KO）無敗

| 戦           | 日付           | 勝敗 | 時間    | 内容    | 対戦相手                   | 国籍             | 備考                                                                             |
| ------------ | -------------- | ---- | ------- | ------- | -------------------------- | ---------------- | -------------------------------------------------------------------------------- |
| 1            | 2015年8月1日   | ☆    | 4R      | 判定3-0 | イシレリ・ファ             | ニュージーランド | プロデビュー戦                                                                   |
| 2            | 2015年8月14日  | ☆    | 1R 2:46 | TKO     | ロブ・マニュアル           | ニュージーランド |                                                                                  |
| 3            | 2015年11月28日 | ☆    | 6R      | 判定3-0 | ランドール・レイマート     | オーストラリア   |                                                                                  |
| 4            | 2016年4月23日  | ☆    | 4R      | 判定3-0 | オルランド・バスケス       | メキシコ         |                                                                                  |
| 5            | 2016年7月22日  | ☆    | 6R 1:11 | KO      | セフォー・ファレカノ       | ニュージーランド |                                                                                  |
| 6            | 2016年10月14日 | ☆    | 2R 0:37 | TKO     | ウリア・アフマサガ         | オーストラリア   |                                                                                  |
| 7            | 2016年12月9日  | ☆    | 1R 2:46 | KO      | ピーター・ブレナン         | オーストラリア   | ANBFニューサウスウェールズ州クルーザー級王座決定戦                               |
| 8            | 2016年12月23日 | ☆    | 3R 0:36 | TKO     | イシレリ・ファ             | ニュージーランド |                                                                                  |
| 9            | 2017年2月10日  | ☆    | 2R 0:30 | TKO     | トガシリマイ・レトア       | サモア           |                                                                                  |
| 10           | 2017年4月8日   | ☆    | 2R 1:26 | TKO     | カイル・ブランビー         | オーストラリア   |                                                                                  |
| 11           | 2017年5月12日  | ☆    | 2R 1:03 | TKO     | モーセス・ヘエマ           | オーストラリア   | ANBFニューサウスウェールズ州防衛1                                                |
| 12           | 2017年7月15日  | ☆    | 9R 1:49 | TKO     | ダニエル・アマン           | オーストラリア   | オーストラリア・OPBF東洋太平洋クルーザー級王座決定戦                             |
| 13           | 2017年10月21日 | ☆    | 1R 2:55 | TKO     | フランキー・ロペス         | アメリカ合衆国   | IBF世界クルーザー級ユース王座決定戦                                              |
| 14           | 2018年1月17日  | ☆    | 3R 2:36 | TKO     | ベンジャミン・ケレハー     | オーストラリア   | オーストラリア防衛1                                                              |
| 15           | 2018年4月7日   | ☆    | 2R 2:35 | TKO     | ルーカス・パスコフスキー   | フランス         | WBOアジア太平洋クルーザー級王座決定戦                                            |
| 16           | 2018年6月29日  | ☆    | 2R 1:25 | KO      | クルティス・ペゴラロ       | オーストラリア   | WBOアジア太平洋防衛1 IBF環太平洋クルーザー級王座決定戦                           |
| 17           | 2019年5月15日  | ☆    | 8R 1:13 | TKO     | アブラハム・タブル         | ガーナ           | WBAオセアニアクルーザー級暫定王座決定戦                                          |
| 18           | 2019年7月27日  | ☆    | 10R     | 判定3-0 | ニコラス・シャランランプス | ニュージーランド | WBAオセアニア防衛1→正規王座に認定 WBOグローバルクルーザー級王座決定戦            |
| 19           | 2019年11月16日 | ☆    | 8R 3:00 | TKO     | マーク・フラナガン         | オーストラリア   | WBAオセアニア防衛2・WBOグローバル防衛1 IBFアジアオセアニアクルーザー級王座決定戦 |
| 20           | 2020年10月22日 | ☆    | 6R 1:50 | TKO     | ベンジャミン・ケレハー     | オーストラリア   | IBFアジアオセアニア防衛1・WBOグローバル防衛2                                     |
| 21           | 2021年12月4日  | ☆    | 3R 1:44 | TKO     | ダニエル・ラッセル         | オーストラリア   |                                                                                  |
| 22           | 2022年7月2日   | ☆    | 12R     | 判定3-0 | マイリス・ブリエディス     | ラトビア         | IBF世界クルーザー級タイトルマッチ IBF・リングマガジン王座獲得                    |
| 23           | 2023年9月30日  | ☆    | 4R 0:20 | TKO     | ジョーダン・トンプソン     | イギリス         | IBF防衛1                                                                         |
| 24           | 2023年12月23日 | ☆    | 1R 2:56 | KO      | エリス・ゾロ               | イギリス         |                                                                                  |
| 25           | 2024年5月18日  | ☆    | 12R     | 判定3-0 | マイリス・ブリエディス     | ラトビア         | IBF世界クルーザー級王座決定戦                                                    |
| 26           | 2024年10月12日 | ☆    | 6R 2:00 | TKO     | ジャック・マッシー         | イギリス         | IBF防衛1                                                                         |
| 27           | 2025年1月8日   | ☆    | 4R 2:17 | KO      | デビッド・ニカ             | ニュージーランド | IBF防衛2                                                                         |
| 28           | 2025年6月8日   | ☆    | 5R 0:36 | KO      | クラウディオ・スクエオ     | イタリア         | IBF防衛3                                                                         |
| テンプレート |                |      |         |         |                            |                  |                                                                                  |

## 獲得タイトル
- オーストラリアニューサウスウェールズ州ヘビー級王座
- 第17代OPBF東洋太平洋クルーザー級王座
- オーストラリアクルーザー級王座
- IBF世界クルーザー級ユース王座
- WBOアジア太平洋クルーザー級王座
- IBFパンパシフィッククルーザー級王座
- WBAオセアニアクルーザー級暫定王座（後に正規王座に昇格）
- WBOグローバルクルーザー級王座
- IBFアジアオセアニアクルーザー級王座
- IBF世界クルーザー級王座（1期目：防衛1=返上）
- リングマガジン世界クルーザー級王座
- IBF世界クルーザー級王座（2期目：防衛3）